# Bielorrússia nos Jogos Olímpicos de Verão de 2016

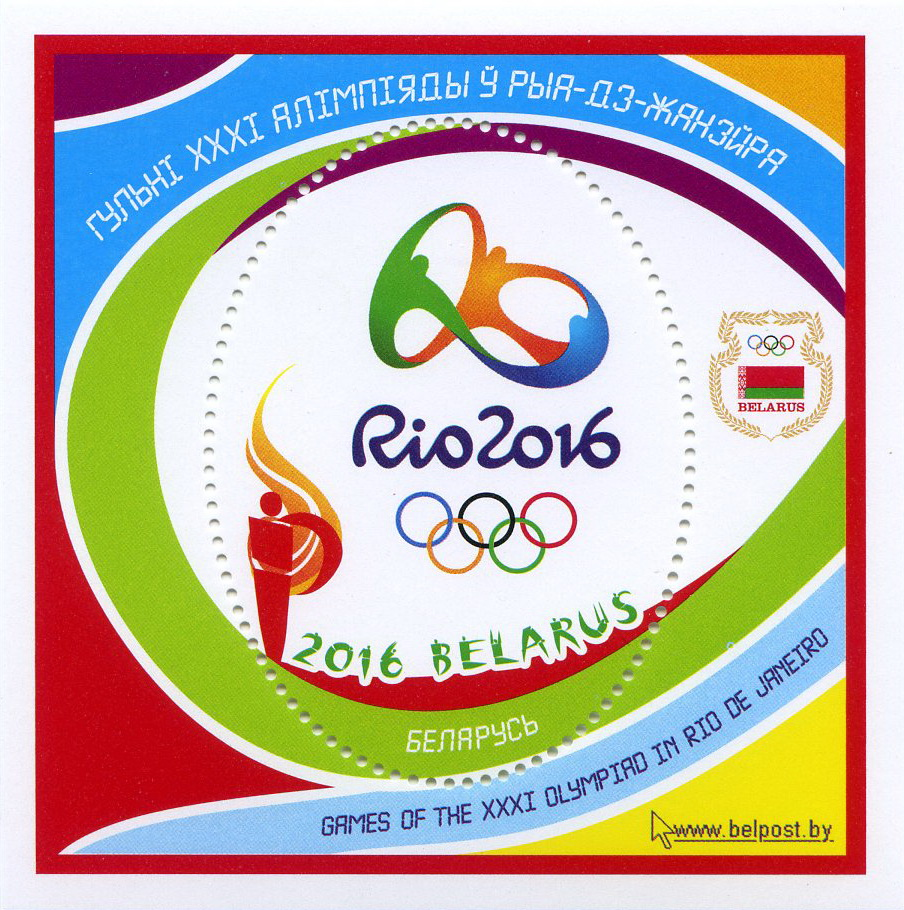
Selo bielorrusso de 2016 em comemorativo da participação do país nos jogos Olímpicos daquele ano

A Bielorrússia esteve representada nos Jogos Olímpicos de Verão de 2016 por um total de 124 desportistas que competiram em 18 desporto. Responsável pela equipa olímpica é o Comité Olímpico Nacional da Bielorrússia, bem como as federações desportivas nacionais da cada desporto com participação.
O portador da bandeira na cerimónia de abertura foi o ciclista Vasil Kiryienka.

## Medalhistas
A equipa olímpica da Bielorrússia obteve as seguintes medalhas:
| Nome                                                                 | Desporto               | Competição   |
| -------------------------------------------------------------------- | ---------------------- | ------------ |
| Ouro                                                                 |                        |              |
| Uladzislau Hancharou                                                 | Ginástica em trampolín | Individual M |
| Prata                                                                |                        |              |
| Ivan Tsijan                                                          | Atletismo              | Martelo M    |
| Daria Naumava                                                        | Halterofilia           | 75 kg M      |
| Vadzim Straltsou                                                     | Halterofilia           | 94 kg M      |
| Maryia Mamashuk                                                      | Luta livre             | 63 kg F      |
| Bronze                                                               |                        |              |
| Dzhavid Hamzatau                                                     | Luta grecorromana      | 85 kg M      |
| Ibrahim Saidau                                                       | Luta livre             | 125 kg M     |
| Aliaxandra Herasimenia                                               | Natação                | 50 m livre F |
| Marharyta Majneva Nadzeya Liapeshka Volha Judzenka Maryna Litvinchuk | Canoagem               | K4 500 F     |